# Аткінсон (Небраска)
Аткінсон (англ. Atkinson) — місто (англ. city) в США, в окрузі Голт штату Небраска. Населення — 1306 осіб (2020).

## Географія
Аткінсон розташований за координатами 42°31′51″ пн. ш. 98°58′29″ зх. д. / 42.53083° пн. ш. 98.97472° зх. д. (42.530860, -98.974667).  За даними Бюро перепису населення США в 2010 році місто мало площу 4,23 км², уся площа — суходіл.

## Демографія
Згідно з переписом 2010 року, у місті мешкало 1245 осіб у 549 домогосподарствах у складі 322 родин. Густота населення становила 295 осіб/км².  Було 638 помешкань (151/км²).
Расовий склад населення:
| - 98,8 % — білих - 0,6 % — корінних американців - 0,2 % — чорних або афроамериканців - 0,1 % — вихідців з тихоокеанських островів |

До двох чи більше рас належало 0,2 %. Частка іспаномовних становила 0,5 % від усіх жителів.
За віковим діапазоном населення розподілялося таким чином: 23,2 % — особи молодші 18 років, 52,5 % — особи у віці 18—64 років, 24,3 % — особи у віці 65 років та старші. Медіана віку мешканця становила 46,1 року. На 100 осіб жіночої статі у місті припадало 87,2 чоловіків;  на 100 жінок у віці від 18 років та старших — 87,1 чоловіків також старших 18 років.
Середній дохід на одне домашнє господарство  становив 58 298 доларів США (медіана — 43 359), а середній дохід на одну сім'ю — 68 717 доларів (медіана — 59 167). Медіана доходів становила 42 500 доларів для чоловіків та 31 765 доларів для жінок. За межею бідності перебувало 12,7 % осіб, у тому числі 15,1 % дітей у віці до 18 років та 12,6 % осіб у віці 65 років та старших.
Цивільне працевлаштоване населення становило 667 осіб. Основні галузі зайнятості: освіта, охорона здоров'я та соціальна допомога — 23,2 %, роздрібна торгівля — 13,3 %, мистецтво, розваги та відпочинок — 10,9 %, виробництво — 10,3 %.